# Sân vận động Manahan
Sân vận động Manahan (tiếng Indonesia: Stadion Manahan) là một sân vận động đa năng ở Surakarta, Trung Java, Indonesia. Manahan là sân vận động đầu tiên ở Indonesia tổ chức sự kiện thể thao dành cho người khuyết tật lớn nhất ở Đông Nam Á, Đại hội Thể thao Người khuyết tật Đông Nam Á 2011. Sân vận động được khánh thành vào ngày 21 tháng 2 năm 1998. Sân hiện được sử dụng chủ yếu cho các trận đấu bóng đá. Đây là sân nhà của Persis Solo. Sau khi được cải tạo, sân hiện có sức chứa 20.000 khán giả. Sân vận động sẽ được sử dụng làm một trong những địa điểm tổ chức Giải vô địch bóng đá U-20 thế giới 2023, bao gồm cả trận chung kết.

## Các sự kiện thể thao
- Chung kết Liga Indonesia 2006 (Persik Kediri vs PSIS Semarang)
- AFC Champions League 2007 (các trận đấu trên sân nhà của Persik Kediri)
- Chung kết Cúp bóng đá Indonesia 2010 (Arema Indonesia vs Sriwijaya F.C.)
- Giải vô địch bóng đá U-16 Đông Nam Á 2010
- Đại hội Thể thao Người khuyết tật Đông Nam Á 2011
- Cúp AFC 2013 (các trận đấu trên sân nhà của Persibo Bojonegoro)
- Các trận tứ kết Cúp Chủ tịch Indonesia 2017
- Các trận tứ kết Cúp Chủ tịch Indonesia 2018
- Đại hội Thể thao Người khuyết tật Đông Nam Á 2022
- Giải vô địch bóng đá U-20 thế giới 2023

## Các trận đấu quốc tế
| Ngày                | Đội #1    | Kết quả | Đội #2      | Giải đấu |
| ------------------- | --------- | ------- | ----------- | -------- |
| 22 tháng 8 năm 2011 | Indonesia | 4–1     | Palestine   | Giao hữu |
| 14 tháng 8 năm 2013 | Indonesia | 2–0     | Philippines | Giao hữu |
| 6 tháng 9 năm 2016  | Indonesia | 3–0     | Malaysia    | Giao hữu |

### Giải vô địch bóng đá U-17 thế giới 2023
| Ngày                 | Đội #1      | Kết quả     | Đội #2      | vòng          | Khán Giả |
| -------------------- | ----------- | ----------- | ----------- | ------------- | -------- |
| 10 tháng 11 năm 2023 | Mali        | 3–0         | Uzbekistan  | Vòng bảng     | 3,014    |
| 10 tháng 11 năm 2023 | Tây Ban Nha | 2–0         | Canada      | Vòng bảng     | 6,613    |
| 13 tháng 11 năm 2023 | Tây Ban Nha | 1–0         | Mali        | Vòng bảng     | 4,723    |
| 13 tháng 11 năm 2023 | Uzbekistan  | 3–0         | Canada      | Vòng bảng     | 6,919    |
| 16 tháng 11 năm 2023 | Uzbekistan  | 2–2         | Tây Ban Nha | Vòng bảng     | 5,554    |
| 16 tháng 11 năm 2023 | Ecuador     | 1–1         | Panama      | Vòng bảng     | 7,956    |
| 20 tháng 11 năm 2023 | Ecuador     | 1–3         | Brasil      | Vòng 16 đội   | 3,580    |
| 20 tháng 11 năm 2023 | Tây Ban Nha | 2–1         | Nhật Bản    | Vòng 16 đội   | 8,587    |
| 25 tháng 11 năm 2023 | Pháp        | 1–0         | Uzbekistan  | Tứ kết        | 5,201    |
| 25 tháng 11 năm 2023 | Mali        | 1–0         | Maroc       | Tứ kết        | 8,589    |
| 28 tháng 11 năm 2023 | Argentina   | 3–3 (2–4 p) | Đức         | Bán kết       | 8,525    |
| 28 tháng 11 năm 2023 | Pháp        | 2–1         | Mali        | Bán kết       | 12,013   |
| 1 tháng 12 năm 2023  | Argentina   | 0–3         | Mali        | Tranh giải ba | 10,901   |
| 2 tháng 12 năm 2023  | Đức         | 2–2 (4–3 p) | Pháp        | Chung kết     | 13,037   |

### Giải vô địch bóng đá ASEAN 2024
| Ngày                 | Đội #1    | Kết quả | Đội #2      | vòng      | Khán Giả |
| -------------------- | --------- | ------- | ----------- | --------- | -------- |
| 12 tháng 12 năm 2024 | Indonesia | 3–3     | Lào         | Vòng bảng | 14.455   |
| 21 tháng 12 năm 2024 | Indonesia | 0–1     | Philippines | Vòng bảng | 17,390   |